# Akira Kōno
Akira Kōno (japonès: 河野昭)  (prefectura d'Ehime, 11 de setembre de 1929 - 25 de desembre de 1995) va ser un gimnasta artístic japonès que va competir durant la dècada de 1950.
El 1956 va prendre part en els Jocs Olímpics d'Estiu de Melbourne, on disputà vuit proves del programa de gimnàstica. Guanyà la medalla de plata en el concurs complet per equips, mentre en les altres proves finalitzà en posicions més endarrerides.
En el seu palmarès també destaquen dues medalles de plata en el concurs complet per equips al Campionat del Món de gimnàstica artística de 1954 i 1958, així com tres campionats nacionals en salt sobre cavall.